# Рождение (Американская история ужасов)
«Рождение» (англ. «Birth») — одиннадцатый эпизод первого сезона американского телесериала «Американская история ужасов», поставленный режиссёром Альфонсо Гомес-Рехоном по сценарию Тима Майнира. Премьера эпизода состоялась 14 декабря 2011 года на телеканале FX. Эпизод получил рейтинг TV-MA (LV).
Приглашённые звезды в эпизоде: Кейт Мара и Закари Куинто.

## Сюжет

### 1984 год
Во время игры Тейта с машинкой в подвале, его пугает Инфантата. Нора успокаивает его, а он говорит, что хотел бы такую мать, как она.

### 2011 год
Нора снова плачет в подвале по поводу пропажи её ребенка. Тейт сообщает ей, что он не сможет забрать брата Вайолет. Но Нора решает сама забрать ребёнка. Бен берёт Вайолет на выписку Вивьен из больницы, но та сопротивляется. Она всё-таки садится в машину, но, когда машина выезжает за переделы двора, снова возвращается в дом. Они с Тейтом разговаривают о своём будущем и потом слышат звук детской погремушки. Это Чед и Патрик украшают детскую для близнецов Вивьен, которых они планируют забрать себе.
Вайолет просит помощи у Констанс. Она хочет встретиться с Билли Дин Ховард, но Констанс говорит, что сама с ними разберётся. Она пытается уговорить Чеда, но тот категорично стоит на своём. На последний аргумент Констанс о том, что они не смогут вырастить детей, Чед заявляет, что они задушат близнецов подушками, чтобы они навсегда остались милыми.
Билли Дин приходит в дом. С помощью телепатии она высказывает своё сожаление Вайолет. Когда позади неё появляется Тейт, Билли Дин просит его уйти. Она говорит, что попытается найти средство от призраков. Вивьен выписывают, к ней приходит доктор Маркези, который советует Вивьен отложить переезд во Флориду. Он также высказывает опасения по поводу быстрого развития одного ребёнка за счёт другого и возможного кесарева сечения.
Билли Дин рассказывает Вайолет и Констанс историю удачного опыта изгнания духов времён открытия Америки, о таинственно пропавшей колонии Роанок. Когда призраки колонистов буйствовали, шаман приказал собрать вещи погибших и сжечь их. Сказав «Кроатоан», он закончил ритуал. Вайолет должна сделать также. Она рассказывает об этом Тейту, тот сначала считает всё ерундой, но всё равно соглашается добыть кольцо Патрика. Тейт соблазняет его, но он избивает Тейта. Во время драки он говорит, что был влюблён в другого, и что собирался бросить Чеда. Тот это слышит и уходит. Но Тейту удалось забрать его кольцо.
Бен и Вивьен приехали домой, чтобы забрать вещи и Вайолет. Но та сопротивляется, а в конце концов сообщает отцу, что она мертва, но Бен ей не верит. В машине у Вивьен начались схватки, и на её крики пришла Констанс и привела её в дом. Бен пытается дозвониться до скорой помощи, но все телефоны не работают. Призраки разбивают его машину. Чарльз Монтгомери принимает роды у Вивьен. Во время родов Бен вспоминает роды Вайолет. Первый ребенок родился мёртвым, его забирает Нора Монтгомери.
Вайолет проводит ритуал, во время которого за ней появляется Чед. Он изображает судороги и смеётся над Вайолет. Он сжигает части детской кроватки, говоря, что они с Патриком не станут родителями, и что он вынужден вечность находиться рядом с человеком, который его не любит. Также он сообщает Вайолет, что Тейт изнасиловал её мать.
Вивьен тем временем рожает второго ребенка. Во время родов возникают осложнения. Просьбы дать ребёнка Вивьен игнорируют. На кухне Констанс обмывает ребёнка, Мойра умиляется ребенку. Появляется Хейден и требует отдать малыша. У Вивьен сильное кровотечение, из-за чего она умирает. Все призраки вокруг исчезают.
Вайолет приходит к Тейту и рассказывает о случившемся. Она напоминает ему о всех его преступлениях, обвиняет в смерти своей матери. Всё это время Тейт ей врал. Вайолет не может простить его и прогоняет. За спиной Вайолет появляется Вивьен и утешает её.

## В ролях
| Актёр            | Роль              |
| ---------------- | ----------------- |
| Эван Питерс      | Тейт              |
| Лили Рэйб        | Нора              |
| Дилан Макдермотт | Бен               |
| Кейт Мара        | Хейден            |
| Таисса Фармига   | Вайолет           |
| Конни Бриттон    | Вивьен            |
| Закари Куинто    | Чед               |
| Тедди Сирс       | Патрик            |
| Сара Полсон      | Билли Дин Ховард  |
| Стивен Андерсон  | доктор Маркези    |
| Мэтт Росс        | Чарльз Монтгомери |
| Фрэнсис Конрой   | Мойра             |
| Роза Салазар     | Мария             |

## Производство

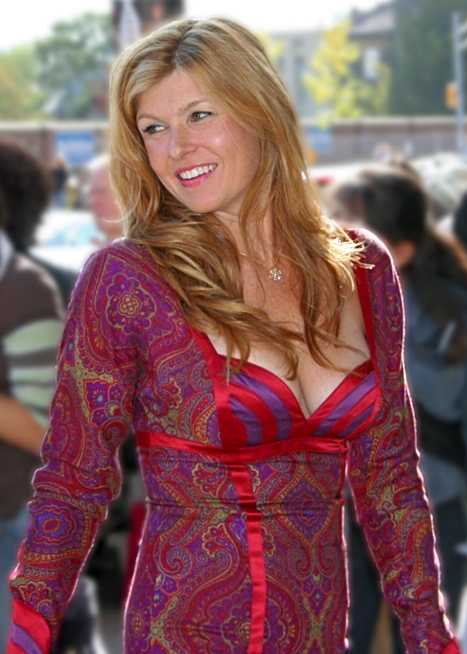
Конни Бриттон с самого начала знала о судьбе её персонажа.

Сценарий к эпизоду был написал консультирующим продюсером Тимом Майниром, в то время как Альфонсо Гомес-Рехон стал режиссёром эпизода.
В интервью Entertainment Weekly создатель сериала Райан Мёрфи заявил, что он ранее сказал Конни Бриттон, что её персонаж Вивьен умрёт в этом сезоне. «У нас сезон был расписан с самого начала», сказал он. «На собраниях с основными актёрами, три из которых это Конни, Дилан [Макдермотт] и Джессика [Лэнг], мы могли сказать им где у них начало, где середина и где их сюжетные линии заканчиваются. Так что да, я смог сказать Конни весь сюжет сезона».

## Реакция
На Rotten Tomatoes эпизод собрал восемь положительных рецензий из восьми. Согласно Рейтингу Нильсена, первый показ эпизода на американском телевидении собрал аудиторию в 2,6 миллиона человек с долей 1,4 среди категории возраста 18—49 лет.